# Friederike Werner
Friederike Werner (* 1962) ist eine deutsche Kunsthistorikerin und  Ägyptologin.

## Leben
Friederike Werner studierte Kunstgeschichte, Archäologie und Ägyptologie an der Universität Heidelberg und schloss dort 1988 mit dem Magister artium ab. Sie schrieb zwischen 1992 und 1994 ihre Dissertation Ägyptenrezeption in der europäischen Architektur des 19. Jahrhunderts und wurde 1994 bei Peter Anselm Riedl und Jan Assmann promoviert.
Zwischen 1984 und 1991 war Werner als wissenschaftliche Mitarbeiterin an der Abteilung für Ägyptologie der Universität Heidelberg tätig, wo sie in Zusammenarbeit mit den Universitäten Kairo, Heidelberg und München bei Ausgrabungen in Ägypten (Luxor, Tuna el-Gebel) Zeichnungen von Objekten, Reliefs und Fresken anfertigte. Zwischen 1994 und 1995 hielt sie Vorträge zum Thema Ägyptomanie am Kunsthistorischen Museum in Wien und an der Technischen Universität München.
Neben ihrer Tätigkeit im Büromanagement einer Münchner Unternehmensberatungsfirma von 1991 bis 1995 inventarisierte Werner von 1993 bis 1994 für den Münchner Restaurator Clemens von Schoeler die Sammlung von Möbeln und Kunstgegenständen des Grafen Toerring-Jettenbach auf Schloss Winhöring. Für die Seniorenresidenz Augustinum München-Nord war sie von 1995 bis 2002 für die Konzeption, Organisation und Durchführung öffentlicher Kulturveranstaltungen zuständig. Von 2002 bis 2010 unterrichtete sie als Kunsterzieherin an den privaten Neuhof-Schulen in München.
Von 2012 bis 2015 war Werner freie Mitarbeiterin der Universität Heidelberg und assoziiertes Mitglied des Exzellenzclusters Asien und Europa. Seit 2015 ist sie freie Mitarbeiterin des dortigen Ägyptologischen Instituts. Hier forschte sie zur Ägyptenrezeption des späten 18. Jahrhunderts in Kunst- und Kulturgeschichte, mit besonderem Blick auf Interieur, Möbel und Leuchter. Ihr Schwerpunkt lag dabei auf dem Ägyptischen Saal auf Schloss Hohenzieritz in Mecklenburg um 1800 sowie der Mythologie und Verbindung zum Königreich Preußen. Sie ist Mitglied im Deutschen Verband für Kunstgeschichte. Seit Juli 2019 tritt Werner als Expertin in der ZDF-Sendereihe Bares für Rares auf. Sie lebt in München.

## Veröffentlichungen (Auswahl)
- Ägyptenrezeption in der europäischen Architektur des 19. Jahrhunderts. Verlag und Datenbank für Geisteswissenschaften, Weimar 1994, ISBN 3-929742-42-X (= Dissertation).
- Ägypten als Inbegriff des Erhabenen in der Baukunst. Ägyptenrezeption in der europäischen Architektur des 19. Jahrhunderts. In: Wilfried Seipel (Hrsg.): Ägyptomanie. Europäische Ägyptenimagination von der Antike bis heute. [Symposium Wien, Kunsthistorisches Museum, 30. und 31. Oktober 1994] (= Schriften des Kunsthistorischen Museums. Band 3). Kunsthistorisches Museum, Wien 2000, ISBN 3-85497-016-1, S. 83–104.
- „Abgekupfert, durchgepaust und second hand.“ Ein Essay zur Authentizität in der Kunst. In: Martin Fitzenreiter (Hrsg.): Authentizität. Artefakt und Versprechen in der Archäologie (= IBAES, Internet-Beiträge zur Ägyptologie und Sudan-Archäologie. Band 15). London 2014, S. 13–18 (Digitalisat).
- Ägyptomanie in Preußen. Die Tafelskulptur zur Hochzeit im Königshaus 1804. Verlag und Datenbank für Geisteswissenschaften, Weimar 2016, ISBN 978-3-89739-856-6.
- Die Vollendung der preußisch-ägyptischen Herrschaftslinie durch Friedrich Wilhelm IV. – Ein Leporello. Buchbeitrag in: Abenteuer am Nil. Preußen und die Ägyptologie 1842–1845. Kulturverlag Kadmos, Berlin 2022, S. 33–42. Begleitband zur Ausstellung im Ägyptischen Museum.
- Sphinx vor Bibliothek. Die Villa Hügel und Ägypten. Aschendorff Münster 2023, ISBN 978-3-402-22485-4.
- Das „ägyptische“ Geheimnis oder Die verhüllten Tempel von Hohenzieritz und Berlin. VDG Weimar 2024, ISBN 978-3-89739-981-5.